# Mathias Schersing
Mathias Schersing (né le 7 octobre 1964 à Halle) est un athlète allemand, spécialiste du 400 mètres.

## Biographie
Il remporte la médaille de bronze du 400 m lors des championnats d'Europe de 1986, à Stuttgart, devancé par le Britannique Roger Black et l'autre est-allemand Thomas Schönlebe.
Il participe aux Jeux olympiques de 1988 et se classe quatrième du relais 4 × 400 m.

### Palmarès
| Date | Compétition                    | Lieu      | Résultat | Épreuve   | Performance |
| ---- | ------------------------------ | --------- | -------- | --------- | ----------- |
| 1986 | Championnats d'Europe en salle | Madrid    | 3e       | 400 m     | 47 s 59     |
| 1986 | Championnats d'Europe          | Stuttgart | 3e       | 400 m     | 44 s 85     |
| 1986 | Championnats d'Europe          | Stuttgart | 6e       | 4 × 400 m |             |
| 1988 | Jeux olympiques                | Séoul     | 4e       | 4 × 400 m |             |

### Records
| Épreuve | Performance | Lieu      | Date         |
| ------- | ----------- | --------- | ------------ |
| 400 m   | 44 s 85     | Stuttgart | 29 août 1986 |